# Neophocaena phocaenoides
La neofocena (Neophocaena phocaenoides (G. Cuvier, 1829)), chiamata anche come neofocena dell'Indo-Pacifico per distinguerla dalle altre due specie del genere, è un cetaceo appartenente alla famiglia dei Focenidi (Phocoenidae) presente dal golfo Persico, lungo la costa settentrionale dell'oceano Indiano, fino allo stretto di Formosa nel Pacifico occidentale.
Per molto tempo il genere Neophocaena è stato considerato monotipico, ma nel 2011 è stato suddiviso nelle specie Neophocaena phocaenoides e Neophocaena asiaeorientalis. Quest'ultima specie è stata in seguito suddivisa a sua volta nelle due specie N. asiaeorientalis, estremamente rara e diffusa nello Yangtze, e nella più comune N. sunameri delle acque sudcoreane e giapponesi.

## Descrizione
Le neofocena misura 1,6-1,7 metri di lunghezza e pesa 40-70 chilogrammi. Il corpo è snello e flessibile, con forma arrotondata (a bulbo) della testa, senza becco, e un peduncolo che si restringe drasticamente verso i lobi caudali. Ci sono 15-22 coppie di piccoli denti a forma di spatola sulla mascella e sulla mandibola. Alle neofocene indopacifiche manca la pinna dorsale, hanno invece una cresta dorsale molto più arretrata, posta a circa il 75-90% del dorso a partire dalla testa. Piccole prominenze cornee, chiamate tubercoli, sono presenti su un'area appiattita o leggermente concava dalla parte anteriore del dorso alla cresta dorsale. La funzione dei tubercoli è sconosciuta.

## Distribuzione e habitat
Questa specie vive nelle acque tropicali e subtropicali poco profonde dell'oceano Indiano e dell'oceano Pacifico, in una fascia costiera che si estende dall'Iran e dal golfo Persico verso est per gran parte del Sud-est asiatico e verso nord almeno fino allo stretto di Formosa. È presente nelle baie soggette a forti escursioni di marea, negli estuari e nei canali tra le isole. Anche se la maggior parte del loro habitat è profondo meno di 50 m e prossimo alla costa, questi cetacei sono stati osservati anche a 240 km dalle coste del mar Giallo e nel mar Cinese Orientale.

## Biologia
Le neofocene non sono particolarmente gregarie e di solito si presentano in piccoli gruppi composti da 2 a 5 esemplari. Aggregazioni più numerose possono formarsi in aree ricche di cibo. Non cavalcano le onde di prua delle barche e non compiono evoluzioni aeree, e tendono a essere difficili da avvicinare, anche se a volte può accadere che seguano una barca in rapido movimento per giocare nella sua scia. Quando inseguono le prede e quando socializzano, a volte le focene percorrono tratti nuotando e saltando, ma normalmente nuotano inarcando lentamente il dorso, che compare in superficie.

### Alimentazione
Le neofocene sono predatori opportunisti che consumano una grande varietà di piccoli organismi, compresi quelli che vivono sul fondo, pesci e crostacei, pesci che vivono in banchi e cefalopodi come calamari, seppie e polpi. Non compiono immersioni profonde e di solito rimangono immerse per meno di un minuto, e mai per più di qualche minuto.

### Riproduzione
Queste focene vivono probabilmente circa 20 anni e raggiungono la maturità sessuale a 4-6 anni. Le femmine partoriscono ogni 2 anni, dopo 11 mesi di gestazione. La stagione del parto è prolungata e va da giugno a marzo. I cuccioli, che alla nascita misurano 60-80 cm e pesano 5-10 kg, vengono allattati per circa 6-7 mesi.

## Conservazione
Vivendo in acque poco profonde e a latitudini moderate, le neofocene si trovano spesso in prossimità delle attività umane e quindi risentono della perdita e del degrado dell'habitat, dell'inquinamento e del traffico navale. L'aggrovigliamento negli attrezzi da pesca, in particolare nelle reti da posta, è probabilmente la minaccia più grave, anche se le collisioni con le imbarcazioni e i disturbi da inquinamento acustico sono anch'essi fonte di potenziali problemi.